# Lithacodia digitalis
Lithacodia digitalis là một loài bướm đêm trong họ Noctuidae.